# Сімеон Дянков
Сімеон Денчев Дянков (нар. 13 липня 1970, Софія) — болгарський економіст (професор) і колишній державний діяч. Довірена особа з правом голосу за акціями підсанкційних акціонерів Альфа-Банку Україна з квітня 2022 року. Симеон Дьянков очолив Фіскальну раду у березні 2025 року, яку також називають «Радою мудрих». Установу було створено як незалежний орган у 2016 році для моніторингу та аналізу бюджетної політики країни, а також надання оцінок і консультацій щодо підтримки сталості державних фінансів і якісних макроекономічних і бюджетних прогнозів. Члени ради, як правило, повинні бути перевіреними фінансовими експертами, тому під час створення вона й отримала назву «Рада мудрих».

## Біографія
Випускник середньої школи з викладанням німецькою мовою у м. Ловеч. Магістр і доктор з міжнародних комерційних і фінансових відносин Мічиганського університету.
Пропрацював 14 років у Світовому банку. Відомий як основний автор проекту Doing Business.
Виконував обв'язки директора наукового центру з економіки в Гарвардському університеті. Професор Школи державного управління (Kennedy School of Government) того ж університету з липня 2013.
З 2004 по 2009 р. є асоційованим редактором «Журналу порівняльної економіки» («Journal of Comparative Economics»).
Був міністром фінансів і віце-прем'єром в уряді Болгарії з 27 липня 2009 по 13 березня 2013 року. При виборі мав також громадянство США і публічно заявив, що відмовиться від нього.
У травні 2012 року обраний головою на Наглядової ради Європейського банку реконструкції та розвитку, перший голова з колишніх соціалістичних країн в історії банку (створеного в 1991 р.).
З 2013 по 2015 рік Сімеон Дянков займав пост ректора Російської економічної школи.
У квітні 2022 року Альфа-Банк Україна погодив з Національним Банком України кандидатуру Сімеона Дянкова як довірену особу, якій передалось право голосу за акціями акціонерів, чия репутація визнана небездоганною, та право будь-яким чином брати участь в управлінні банком. У межах повноважень та законодавства Сімеон Дянков бере участь в управлінні банком.